# Коркин, Александр Васильевич
Александр Васильевич Коркин (1939—2001) — бригадир проходчиков рудника «Второй Советский» Дальневосточного горно-металлургического комбината (ныне ГМК «Дальполиметалл»), Герой Социалистического Труда.

## Биография
Родился 25 июня 1939 года на станции Якшанга Костромской (ранее Горьковской) области.
С 1958 по 1961 г.г. служил в пограничных войсках в Приморье, на Тетюхе-Пристанской заставе. За добросовестную службу был награждён медалью «За отличие в охране государственной границы СССР» и другими знаками солдатской доблести.
Уволившись в запас, приехал работать в Тетюхе (Дальнегорск) на Второй Советский рудник. Его направили в проходческую бригаду Н. Осипенко.
Три года спустя, в 1964 году, ему поручили возглавить комсомольско-молодежную бригаду проходчиков.
Работая на руднике, заочно окончил в 1968 году Благовещенский политехникум. Возглавляемая им бригада стала лучшей на руднике.
В 1967 году Коркина направили в Казахстан на Миргалимсайский рудник комбината «Ачполиметалл», где была организована всесоюзная школа скоростной проходки.
По прибытии из командировки Александр Васильевич решил внедрить опыт казахских проходчиков у себя на руднике. Для осуществления этой задачи была создана бригада скоропроходчиков. В те дни на Втором Советском руднике было вскрыто сразу несколько подземных месторождений. Транспортировку руды сдерживала откаточная штольня. Было решено в самые короткие сроки пробить новую штольню большего сечения. Это дело поручили молодой бригаде А. В. Коркина. За месяц работы, освоив новый проходческий комплекс, бригада прошла 363,3 погонных м горных выработок и установила рекорд комбината.
В марте-апреле 1969 года бригада достигла рекордной для комбината производительности труда — 6,06 и 6,7 кубометра горной массы на человека в смену.
Горняки бригады А. В. Коркина первыми в комбинате «Сихали» освоили новейшую по тем временам технику: породоразгрузочную машину непрерывного действия ПНБ-3к, вагоны с донными конвейерами, более мощные взрывчатые вещества, пневматические зарядчики скважин. Производительность труда в бригаде росла, скоростные темпы проходки горных выработок стали нормой.
В марте 1971 г. бригадир был награждён орденом Трудового Красного Знамени.
В 1973 году бригаде Коркина пришлось осваивать проходку вертикальных горных выработок. Здесь помог опыт бригады проходчиков вертикальных выработок Героя Социалистического Труда Ю. И. Рахманова. Содружество двух передовых бригад помогало общему делу. Серьезный экзамен бригаде выпал при сдаче пятого горизонта (горизонт + 5м) рудника «Второй Советский». На пятом горизонте закипела напряженная работа. Прошли более тысячи метров горизонтальных выработок, две важные вертикальные выработки. Ранее, этот объём работ выполняли 3-4 специализированные бригады.
За успехи, достигнутые в социалистическом соревновании по досрочному выполнению заданий третьего года девятой пятилетки, проходческая бригада Коркина А. В. была занесена на районную Доску почета.
А бригадиру в декабре 1973 года было присвоено звание Героя Социалистического Труда.
Скончался Александр Васильевич 17 августа 2001 года.